# Елі Коен
Елі Коен, Еліяху Бен-Шауль Коен (івр. אֱלִיָּהוּ בֵּן  שָׁאוּל כֹּהֵן; араб. إيلياهو بن شاؤول كوهين; англ. Eliyahu Ben-Shaul Cohen; 6 грудня 1924, Олександрія — 18 травня 1965, Дамаск) — ізраїльський розвідник.

## Життєпис

### в Єгипті
Народився 6 грудня 1924 р. у родині Шауля й Софі Коен, які емігрували до Єгипту з сирійського міста Алепо (Халеб). Батько займався дрібним бізнесом — продавав краватки з французького шовку заможним клієнтам. Усього в родині було вісім дітей.
Навчався у французькому ліцеї і паралельно в юдейській школі «Мідрешет Рамбам», якою завідував головний рабин Олександрії Моше Вентура (*1893). У його домі дотримувалися юдейських релігійних традицій — кашрут і шабат. Елі та його брати співали в хорі центральної синагоги Олександрії. Поступив на навчання до електротехнічного факультету Університету імені короля Фарука I, але в 1949 р. був виключений звідти за сіоністську діяльність.
У жовтні 1949 р. сім'я Коена репатріювалася до Ізраїлю, але Елі вважав за краще залишитися в Єгипті під приводом продовження навчання. На початку 1950-х рр. в Єгипті були схоплені ізраїльські агенти Моше Марзук і Семі Езер, разом з якими був заарештований і Елі Коен. Повіривши версії Коена про те, що він лише допомагав знайти оренду квартир для ізраїльських робітників, не знаючи про їхню діяльність, і влада відпустила його на свободу. Влітку 1955 р. Елі таємно відвідав Ізраїль, після чого знову повернувся до Єгипту.

### в Ізраїлі
У грудні 1956 р. після Синайської кампанії, Коен, як «неблагонадійний», був висланий з країни. Опинившись в Ізраїлі, він подав заяву на вступ до служби зовнішньої розвідки «Мосад». Однак отримав відмову, оскільки його знання івриту здавалося чиновникам, відповідальним за підбір кадрів, «надто архаїчним». Крім того, чиновники побоювалися, що про Елі дізнаються як учасника у справі шпигунської мережі в Єгипті. Після численних труднощів абсорбції, йому вдалося влаштуватися бухгалтером в одне з відділень мережі універмагів «Машбір ле-цархан» в Бат-Ямі. Влітку 1959 р. Елі одружився з Надею, репатріанткою з Багдаду.
Через деякий час, до Елі проявили інтерес співробітники військової розвідки «Агафі ха-Модіїн». Однак Коен відкинув їх пропозицію, мотивуючи тим, що він одружений і на той час не був готовий працювати в розвідці. Зрештою, в 1960 р., втративши роботу в «Машбірі», він вступив на службу в розвідку.
Елі пройшов інтенсивний курс підготовки агента для роботи у ворожій країні. Інструктори були захоплені його здатністю блискавично вжитися в новий образ. Після закінчення курсу він був переведений з військової розвідки в «Мосад». Згідно ретельно розробленою легендою, він мав потрапити в близькі до уряду кола Сирії, зображуючи заможного сирійського підприємця, який успадкував від батька значне майно та бізнес.

### в Аргентині
6 лютого 1961 р. Елі прибув у м. Буенос-Айрес, де під новим ім'ям — Каміль Амін Таабет (араб. كامل أمين ثابت, англ. Kamel Amin Thaabet) — зав'язав ділові й дружні стосунки з місцевими сирійськими дипломатами та підприємцями. У короткий термін йому вдалося стати одним із постійних гостей на дипломатичних аудієнціях. Серед його друзів був редактор місцевого арабо-іспанського тижневика та військовий аташе Сирії в Аргентині — Амін аль-Хафез, офіцер-танкіст, один з давніх членів партії Баас, котрий знаходився в той час у вигнанні. Незабаром після військового перевороту в Сирії Амін аль-Хафез повернувся в країну і зайняв провідне місце в партійному керівництві, ставши потім Президентом Сирії. Пробувши в Аргентині менше року, Елі відвідав на короткий час Ізраїль, де отримав вказівку прибути через Єгипет до Лівану, а звідти проникнути до Сирії для виконання основного завдання.

### у Сирії

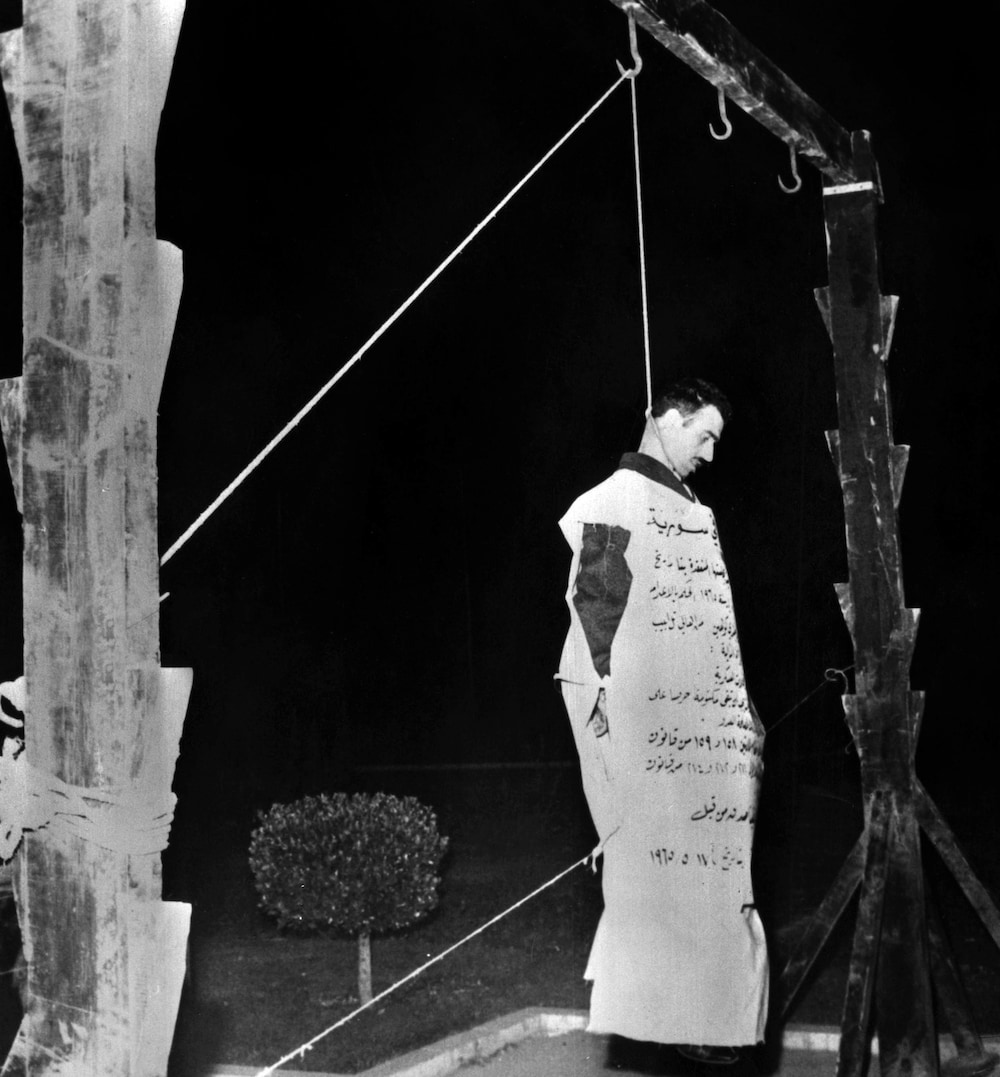
Страта у Дамаску

Користуючись дружніми зв'язками, налагодженими за кордоном, Елі Коен перетнув кордон і 10 січня 1962 р. прибув у м. Дамаск. Він орендував квартиру в центрі міста, поблизу від двох найважливіших центрів зосередження необхідної йому інформації: Генерального штабу і палацу для гостей Президента Сирії. З вікон його квартири він міг бачити військових фахівців різних країн, які відвідували Сирію, і повідомляти в Ізраїль про динаміку зовнішньополітичних зв'язків Сирії. Спостереження за Генштабом Сирії давало йому можливість здогадуватися про те, що відбувається там за числом прибуваючих туди людей, кількості освітлених вночі вікон і за багатьма іншими ознаками.
Влаштувавшись на новому місці, Коен приступив до активних дій. Завдяки рекомендаційними листами сирійських дипломатів і бізнесменів з м. Буенос-Айреса, він почав зав'язувати знайомства в близьких до уряду колах сирійської столиці. Серед друзів, які сприяли просуванню Коена до вищого сирійського суспільства, були диктор радіо для емігрантів у м. Буенос-Айресі Джордж Сайф і сирійський військовий літун Аднан аль-Джабі. Поступово він встановив зв'язки з вищими урядовцями та представниками армійської еліти. Молодий мільйонер з Аргентини став відомий як палкий патріот Сирії й особистий друг високопосадових персон. Він був щедрий на коштовні подарунки, давав гроші в борг, влаштовував у себе вдома вечірки для видатних громадських діячів і бував у гостях у них.
У березні 1963 р. в результаті військового перевороту, до влади прийшла партія «Баас», а в липні главою країни став майор Ель-Хафез. Таким чином, близькі «друзі» Елі, яких він щедро «підтримував», опинилися при владі, і будинок Коена перетворився на місце зустрічей вищих чинів сирійської армії.
Коен діяв дуже успішно. Йому вдалося зав'язати корисні знайомства й зв'язки, втертися у довіру до вищих військових кіл та урядової сфери Сирії, отримуючи достовірну інформацію з перших рук. Він дослужився до чину полковника сил безпеки Сирії, користувався довірою Президента Сирії, був бажаним гостем у президентському палаці, часто виїжджав за кордон. До моменту викриття, Каміль Амін Таабет (він же Елі Коен) був третім у списку кандидатів на пост Президента Сирії.
Вказівки з «Мосаду» Коен отримував у закодованому вигляді, слухаючи по радіо арабські пісні, що транслювалися Ізраїлем «за заявками радіослухачів». Сам він передавав інформацію в центр за допомогою портативного радіопередавача.
З початку 1962 р. Елі Коен передав до Ізраїлю сотні телеграм з важливою інформацією стратегічного характеру. Наприклад, про бункери, де сирійці зберігали отриману з СРСР зброю; стратегічні плани, що стосуються захоплення територій на півночі Ізраїлю; інформацію про отримання Сирією 200 радянських танків Т-54 через лічені години після їх появи на території країни. Разом зі своїм другом — пілотом аль-Джабі — він відвідував військову зону на кордоні з Ізраїлем, де зміг оглянути військові укріплення на Голанських висотах. Коен настільки увійшов у довіру, що йому дозволяли фотографувати військові об'єкти. Під час цих відвідин йому вдалося побачити креслення сирійських військових укріплень і карти розташування артилерійських установок на висотах. Сирійські офіцери з гордістю розповідали йому про величезні підземні склади з артилерійськими боєприпасами та іншим обладнанням, про розташування мінних полів. Елі вдалося також викрити плани Сирії щодо позбавлення Ізраїлю джерела водопостачання шляхом зміни напрямку течії річки Йордан. Передана ним інформація сприяла швидкій перемозі Ізраїлю в Шестиденній війні. За допомогою Елі Коена був також виявлений в м. Дамаску нацистський злочинець Франц Радемахер, який був одним з помічників Адольфа Ейхмана.
На думку колишнього глави «Мосаду» Меїра Аміта, головна заслуга Коена полягає в тому, що йому вдавалося «тримати руку на пульсі» Сирії.

Інформація, передана Елі, носила в основному попереджувальний характер. Квартира Елі Коена перебувала якраз навпроти генштабу, і він повідомляв, до якої години тривають засідання — вже за цими даними можна було судити про назріваючі найважливіші події. Найбільш важливим завданням Коена було повідомляти про плани і напрямки, що могли бути сформульовані в директивах сирійського генштабу або про умонастрої в сирійському державному та військовому керівництві.

У серпні 1964 р. Елі Коен востаннє відвідав Ізраїль, щоби бути присутнім на дні народження свого сина Шауля. Повернувшись у Дамаск, він раптово збільшив частоту і тривалість радіосеансу. Тим часом, контррозвідка Сирії, за допомогою радянської апаратури, почала операцію з виявлення діючих ворожих радіопередавачів. 18 січня 1965 р. квартира Коена, з якої велася передача, була виявлена за допомогою новітнього радянського пеленгатора. Вісім чоловік у штатському увірвалися туди і заарештували Елі прямо під час сеансу радіозв'язку. Під час обшуку було знайдено радіопередавач, фотоплівки з фотографіями особливо секретних об'єктів. В одному з ящиків столу виявили шматки мила, що виявилися вибухівкою. Його допитували без адвоката, піддаючи тортурам.
У той час, як Коен перебував під слідством, в Ізраїлі шукали шляхи для його порятунку. Керівники військової розвідки (АМАН) пропонували викрасти сирійців для подальшого обміну на Коена. Пропонувалися й інші варіанти: діяти через глав урядів країн світу, посланців ООН, спробувати викупити за посередництва французів. Була задіяна допомога Папи Римського Павла VI, а також глав французького, бельгійського та канадського урядів. Обговорювався навіть варіант підготовки та проведення операції зі звільнення за допомогою спецпризу, але від неї відмовилися, оскільки шанси на успіх були незначні.
У лютому 1965 р., після довгого слідства, Елі Коен постав перед судом, який засудив його до смертної кари.
Елі Коен був публічно повішений 18 травня 1965 р. в м. Дамаску на площі Маржа о 3:30. Напередодні страти він зустрівся з рабином Дамаску і передав прощального листа для дружини Наді та своїх дітей. Елі просив у них вибачення і переконував Надю вдруге вийти заміж. Тіло Коена після страти шість години лишалося висіти на площі. Сирійська влада відмовилися передати Ізраїлю його тіло. Елі Коен був похований на єврейському цвинтарі в Дамаску.

## По смерті

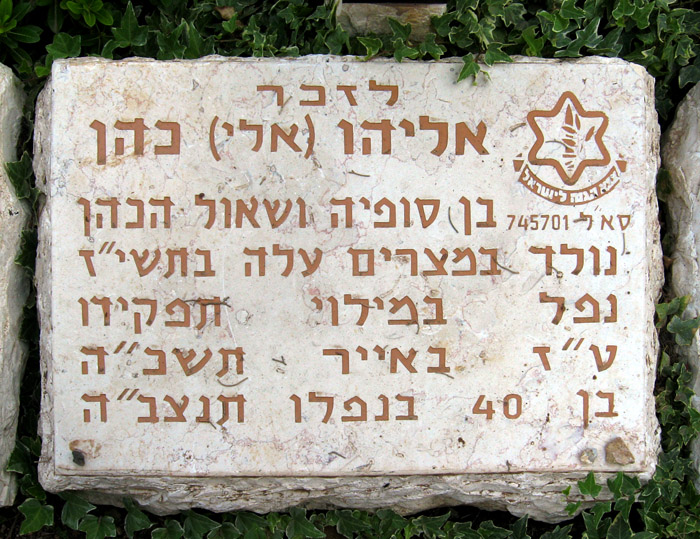
Пам'ятна плита на Горі Герцля в м. Єрусалимі

Після п'яти років по страті співробітники ізраїльської розвідки намагалися викрасти тіло Коена, щоби перепоховати його в Ізраїлі. Операція закінчилася невдачею. А тіло сирійці перемістили в бункер завглибшки 30 метрів, що знаходиться на території військової частини в м. Дамаску. Відтоді ізраїльський уряд і сім'я Коена на чолі з його братом Морісом Коеном та з дружиною (вдовою) Елі Наді Коен ведуть постійну боротьбу за повернення останків Елі в Ізраїль.
Ім'ям Елі Коена названий мошав Еліаді на півдні плато Голан (в 10 км на північний схід від кібуцу Ейн-Гев), а також шерег вулиць, площ, парків і шкіл у різних містах Ізраїлю.
У 2018 р. службі зовнішньої розвідки «Мосад» в результаті спецоперації вдалося повернути в Ізраїль наручний годинник легендарного розвідника.
У 2019 р. про життя Елі Коена було знято художній серіал «Шпигун» (Франція). Роль Коена зіграв Саша Барон Коен.